# Тондо, Хавьер
Хавьер Тондо Вольпини (исп. Xavier Tondo Volpini; 5 ноября 1978, Вальс — 23 мая 2011, Моначиль) — испанский шоссейный велогонщик. Горняк, победитель общих зачётов и этапов нескольких пиренейских многодневок. Стал 6-м на Вуэльте Испании 2010, весной следующего года погиб в результате несчастного случая.

## Карьера
В августе 2002 года Тондо стал 3-м на Туре озера Цинхай, выиграв один из этапов. Это позволило ему в 24-летнем возрасте подписать профессиональный контракт. В последующую карьеру Хавьер менял команды практически ежегодно, лишь однажды проведя 2 сезона в LA-MSS. В 2005 году он одержал первые победы во взрослой карьере, в том числе выиграв Вуэльту Алентежу. В сезоне 2007 Тондо первенствовал на двух других португальских многодневках, Трофее Жоакина Агостинью и Вуэльте Португалии. В 2009 году Тондо боролся за победу в ряде испанских недельных гонок, а в сентябре впервые стартовал на Вуэльте Испании. Он не добрался до её финиша, как и в мае 2010 года на Джиро д'Италия. На Вуэльте Испании 2010 Хавьер стал 6-м, уступив менее 5 минут победителю. Весной следующего года он выиграл Вуэльту Кастилии и Леона.
23 мая 2011 года Тондо собирался на тренировку с Беньятом Инчаусти. Хавьер погиб при выходе из своего гаража, когда на него упала дверь. На следующий день Альберто Контадор посвятил ему свою победу на этапе Джиро д'Италия .

## Достижения
2005
- Победы в общем зачёте и на 4-м этапе Вольты Алентежу
- Победа на 3-м этапе Вуэльты Астурии

2007
- Победы в общем зачёте и прологе Трофея Жоакина Агостинью
- Победа в общем зачёте Вуэльты Португалии

2008
- Победа на Субида аль Наранко

2009
- Победа на 5-м этапе Тура Сан-Луиса
- 3-й в общем зачёте и победа в прологе Вуэльты Андалусии
- 3-й в общем зачёте Вуэльты сообщества Мадрид
- 2-й в общем зачёте Вуэльты Бургоса

2010
- Победа на 6-м этапе Париж — Ницца
- 2-й в общем зачёте и победа на 3-м этапе Вуэльты Каталонии
- 6-й в общем зачёте Вуэльты Испании

2011
- Победа на 4-м этапе Тура Сан-Луиса
- Победа в общем зачёте Вуэльты Кастилии и Леона